# Червоный Лиман (Полтавская область)
Червоный Лиман (укр. Червоний Лиман) — село, Товстовский сельский совет, Семёновский район, Полтавская область, Украина.
Население по переписи 2001 года составляло 32 человека.

## Географическое положение
Село Червоный Лиман находится в 1,5 км от левого берега реки Кривая Руда, выше по течению на расстоянии в 1,5 км расположено село Новоселица, ниже по течению на расстоянии в 2 км расположено село Оболонь.